# I Really Want You
I Really Want You è un singolo del cantautore britannico James Blunt, pubblicato il 4 agosto 2008 come quarto estratto dal secondo album in studio All the Lost Souls. 

## Descrizione
Pubblicato nel Regno Unito il 4 agosto 2008, I Really Want You è uscito come singolo per download digitale, mentre l'uscita fisica è stata limitata alle sole radio promozionali. Il singolo ha raggiunto la posizione numero 171 della UK Singles Chart. È stato anche l'ultimo singolo estratto dalla versione standard dell'album.

## Video musicale
Il videoclip della canzone, diretto da Jim Canty e girato a Longcross (Chertsey), mostra James Blunt e altre persone sconosciute che si risvegliano dal sonno in un luogo ombroso e l'unica luce visibile è quella che manda la telecamera nel riprenderli.

## Tracce
CD promo
1. I Really Want You (Radio Edit) – 3:36

## Classifiche

### Classifiche settimanali
| Classifica (2007-08) | Posizione massima |
| -------------------- | ----------------- |
| Canada               | 75                |
| Italia               | 50                |
| Regno Unito          | 171               |

### Classifiche di fine anno
| Classifica (2012) | Posizione |
| ----------------- | --------- |
| Ucraina           | 195       |